# Good Witch
Good Witch ist eine US-amerikanische Fantasy-Dramedy, die am 28. Februar 2015 ihre Premiere beim Sender Hallmark Channel feierte. Die Serie basiert auf dem Fernsehfilm The Good Witch und dessen Fortsetzungen und setzt deren Handlung faktisch fort.
Bis zum 7. Juni 2020 wurden in den Vereinigten Staaten sechs Staffeln mit insgesamt 64 Episoden ausgestrahlt. Am 3. Juli 2019 wurde die Serie um eine sechste Staffel verlängert, die am 3. Mai 2020 ihre Premiere hatte. Bailee Madison verlässt die Serie zum Staffelfinale der fünften Staffel. Drehorte waren Hamilton (Ontario) und Toronto.
Am 15. Juli 2020 wurde die Serie um eine siebte Staffel verlängert. Am 9. Juli 2021 wurde bekanntgeben, dass die siebte Staffel die letzte sein wird und somit das Serienfinale darstellt. Diese hatte am 16. Mai 2021 ihre Premiere. Am 25. Juli 2021 lief die letzte Folge der Serie.

## Handlung
Staffeln 1–5
Der Arzt und alleinerziehende Vater Sam Radford zieht mit seinem Sohn Nick von New York City in die Kleinstadt Middleton. Schon am ersten Abend begegnet er seiner Nachbarin Cassie, die den Laden Bell, Book & Candle betreibt. Während sie eine Vertreterin der Ganzheitlichen Kräutermedizin ist, ist Sam dieser gegenüber skeptisch. Sams Sohn Nick geht mit Cassies Tochter Grace zur Schule, über die Zeit entwickelt sich zwischen den beiden eine Freundschaft. In der fünften Staffel heiraten Cassie und Sam und Grace verlässt zum Staffelfinale der fünften Staffel Middleton um ein Studium zu beginnen.

## Besetzung und Synchronisation
Die deutsche Synchronisation entsteht nach Dialogbüchern von und unter der Dialogregie von Dirk Müller durch die Synchronfirma Berliner Synchron.
| Rollenname                     | Schauspieler                                           | Hauptrolle (Folgen) | Nebenrolle (Folgen)  | Synchronsprecher                                         |
| ------------------------------ | ------------------------------------------------------ | ------------------- | -------------------- | -------------------------------------------------------- |
| Cassandra „Cassie“ Nightingale | Catherine Bell                                         | 1.01–7.10           |                      | Gundi Eberhard                                           |
| Grace Russell                  | Bailee Madison                                         | 1.01–5.12           | 7.03                 | Alice Bauer                                              |
| Dr. Sam Radford                | James Denton                                           | 1.01–7.10           |                      | Peter Flechtner                                          |
| Nick Radford                   | Rhys Matthew Bond                                      | 1.01–5.12           | 6.01, 6.04           | Sebastian Fitzner                                        |
| Martha Tinsdale                | Catherine Disher                                       | 1.01–7.10           |                      | Andrea Aust                                              |
| Stephanie Borden               | Kylee Evans                                            | 1.01–7.10           |                      | Damineh Hojat                                            |
| George O’Hanrahan              | Peter MacNeill                                         | 1.01–7.10           |                      | Rainer Gerlach                                           |
| Abigail Pershing               | Sarah Power                                            | 1.04–7.10           |                      | Marie Bierstedt                                          |
| Eve                            | Kate Corbett                                           |                     | 1.01–7.10            | Uschi Hugo                                               |
| Brandon Russell                | Dan Jeannotte                                          | 2.01–7.10           | 1.01–1.08            | Florian Hoffmann                                         |
| Tara Russell                   | Ashley Leggat (Staffel 1) Rebecca Dalton (Staffel 2–5) | 2.01–2.10           | 1.01–1.09, 3.01–5.02 | Nicole Hannak (Staffel 1) Friederike Walke (Staffel 2–5) |
| Donovan Davenport              | Marc Bendavid                                          | 5.01–7.10           |                      | Valentin Stilu                                           |
| Ben Patterson                  | Jefferson Brown                                        | 2.01–3.08           |                      | Christoph Banken                                         |
| Liam                           | Seann Gallagher                                        | 3.07–4.12           |                      | Johannes Berenz                                          |
| Derek Sanders                  | Noah Cappe                                             |                     | 1.01–4.10            | Gerrit Schmidt-Foß                                       |
| Ryan Elliot                    | Anthony Lemke                                          | 1.01–2.03           |                      | Peter Lontzek                                            |

## Ausstrahlung

### Staffelübersicht
| Staffel | Episodenanzahl | Erstausstrahlung USA | Erstausstrahlung USA | Deutschsprachige Erstausstrahlung | Deutschsprachige Erstausstrahlung |
| Staffel | Episodenanzahl | Staffelpremiere      | Staffelfinale        | Staffelpremiere                   | Staffelfinale                     |
| ------- | -------------- | -------------------- | -------------------- | --------------------------------- | --------------------------------- |
| 1       | 10             | 28. Februar 2015     | 18. April 2015       | 1. Dezember 2016                  | 1. Dezember 2016                  |
| 2       | 12             | 17. April 2016       | 19. Juni 2016        | 1. Dezember 2016                  | 1. Dezember 2016                  |
| 3       | 12             | 30. April 2017       | 2. Juli 2017         | 1. Oktober 2017                   | 1. Oktober 2017                   |
| 4       | 12             | 22. Oktober 2017     | 1. Juli 2018         | 1. September 2018                 | 1. September 2018                 |
| 5       | 12             | 9. Juni 2019         | 18. August 2019      | 11. Januar 2020                   | 11. Januar 2020                   |
| 6       | 10             | 3. Mai 2020          | 5. Juli 2020         |                                   |                                   |
| 7       | 10             | 16. Mai 2021         | 25. Juli 2021        |                                   |                                   |